# 2380 Хейлунцзян
2380 Хейлунцзян (2380 Heilongjiang) — астероїд головного поясу, відкритий 18 вересня 1965 року.
Тіссеранів параметр щодо Юпітера — 3,669.